# 陕西省
34°00′N 109°00′E / 34.000°N 109.000°E陕西省，简称陕或秦，又称三秦，是中华人民共和国的一个内陆省份，位于中国中部偏北地区，由关中、陕北和陕南三个地理区域组成；其西邻甘肃省及宁夏回族自治区，北接内蒙古自治区，东邻山西省及河南省，东南部至西南部与湖北省、重庆市及四川省相连；在地理、经济及政治上常视其为西北地区或西部省份，是中国西北五省区之一；其处于黄河中游，属于黄河流域，是现今中国地理版图的中心所在地。全省总面积约为20.58万平方公里，常住总人口为3956万人。陕西省共辖10个地级市，包含1个副省级市西安市，省人民政府驻西安市新城区新城大院。

## 地理

### 地名
陕西这个地名的由来，与历史变迁有关。在今河南省三门峡市陕州区西南，有一个叫作陕原（陕陌）的地方。周朝初年，周公与召公以此划分领地，分陕而治，“自陕而东者，周公主之；自陕而西者，召公主之。”宋朝时设陕西为路（相当于今省制），以其地处陕原之西，而称陕西路。陕西之名出此开始。陕西在历史上较长时期一直简称为“秦”。在元朝以前的陕西，并不包括汉中安康等秦岭以南今属陕西管辖部分；但另一方面，在清朝以前的陝西，一般亦包括今日甘肃省之部分。
若依照汉语拼音譯寫，陕西（shǎnxī）會與同音不同調的鄰省山西（shānxī）名稱相同，在西方語言中容易混淆，所以特別援用国语罗马字關於「上聲母音雙寫」的规则，将写作，即陕西作以為区别。在使用漢語拼音之前，郵政式拼音將其拼為以為區別，另法語舊拼寫作。
目前权威规定与实际使用中仍有争议，和两种拼法均有广泛使用，尚无官方明确规定。多数场合，若出现在英文译名当中，陕西则会使用“Shaanxi”。由于中国大陆大多数义务教育阶段英语教科书几乎没有专门提及关于“陕西”的英文名相关内容，因此部分民众看到陕西英文为“Shaanxi”时（如2021年在陕西举办的中华人民共和国第十四届运动会）会质疑其拼写有误。上海地铁官方就陕西南路站（South Shaanxi Road）译名问题自2012年开始连续9年回应14次网友质疑。中国中央电视台新闻频道（CCTV-13）在2021年9月24日播出的《共同关注》节目中对观众进行了此方面的科普，并引用了全运会组委会及相关专家对网友的解释。

### 位置和地形

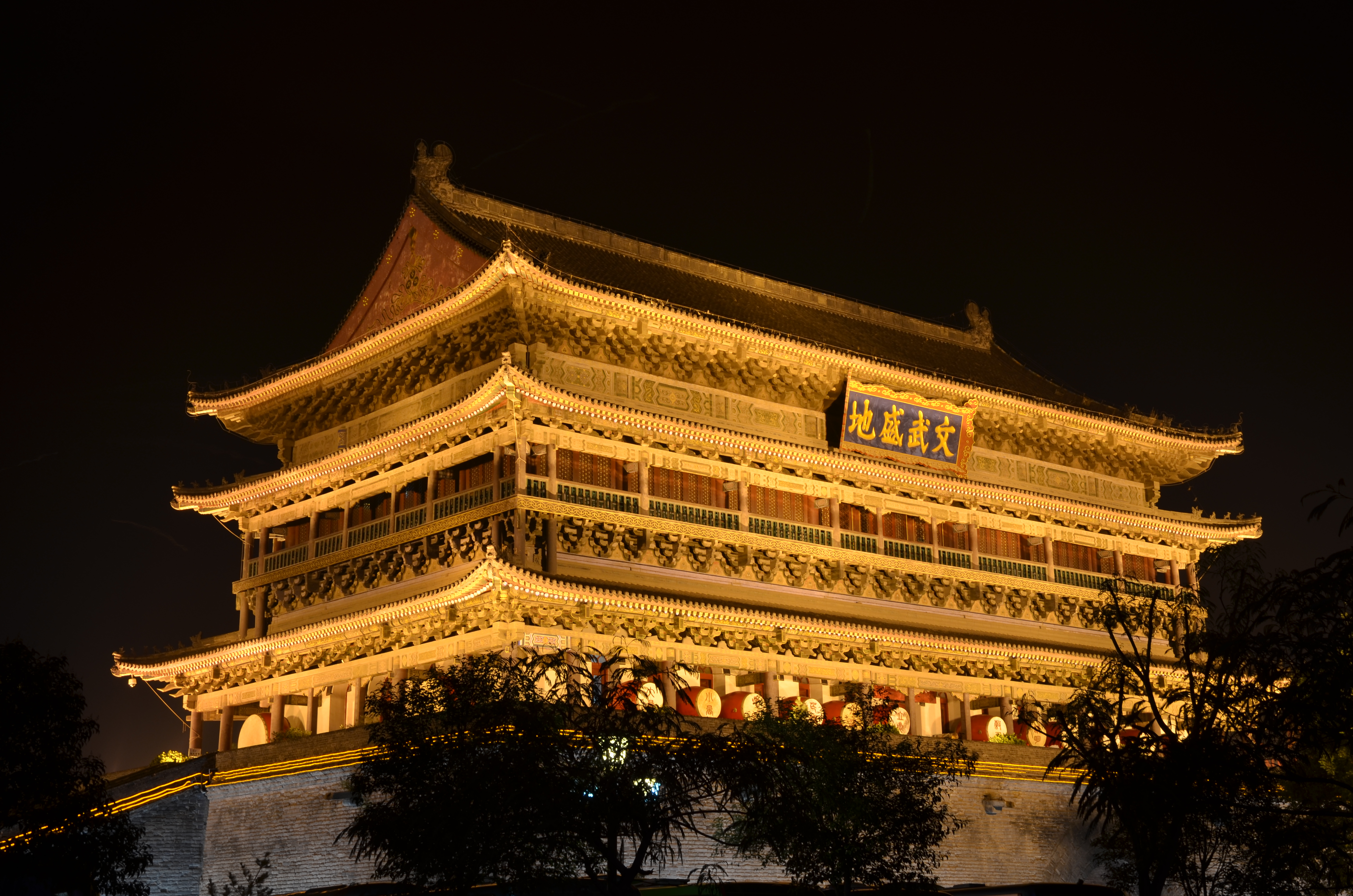
西安鼓楼

陕西位于中国西部，按地理位置特点可以分为关中、陕北和陕南三部分，其中关中以平原为主，陕北是黄土高原，陕南是秦岭山脉。接邻省区市有河南、湖北、重庆、四川、甘肃、宁夏、内蒙古和山西八个，与内蒙古同是中国邻省最多的省份。
主要山脉：太白山、化龙山、首阳山、终南山、华山、白于山、巴山、子午岭。

### 水系
主要河流：黄河、渭河、泾河、无定河、延河、北洛河、嘉陵江、汉江、丹江。

### 四至
| 方位 | 地点                 | 坐标                                            |
| ---- | -------------------- | ----------------------------------------------- |
| 北   | 榆林市府谷县古城镇   | 39°35′12″N 111°07′52″E / 39.58680°N 111.13110°E |
| 东   | 榆林市府谷县黄甫镇   | 39°18′01″N 111°14′28″E / 39.30030°N 111.24120°E |
| 南   | 安康市镇坪县华坪镇   | 31°42′24″N 109°22′39″E / 31.70670°N 109.37760°E |
| 西   | 汉中市宁强县青木川镇 | 32°53′16″N 105°29′14″E / 32.88788°N 105.48730°E |

## 历史

### 先秦时代
陕西位于中国地理中心区，秦岭以北关中，陕北地区属于黄河中上游、秦岭以南属于长江上游，关中是华夏文明的重要发祥地。上古时为雍州所在，是黄帝的葬地，同时也是更为久远的华胥古国或华胥氏的所在（今西安蓝田一带）。华胥氏是中华民族的元祖，她分别繁衍下了女娲，伏羲，后来女娲，伏羲繁衍了少典，而炎黄二帝又是少典的后裔，故华夏和中华中的华字皆源于华胥氏（一说是源于华山）。在西周后期，秦始皇的祖上非子替周王室养马有功，周孝王将“秦”（据说曾在今天的甘肃省天水东南）这块土地封给了他，秦国也成了周的附庸。公元前771年，犬戎攻破了西周的都城镐京（今陕西西安市长安区斗门镇一带），杀周幽王。秦襄公率领人马攻打犬戎，立了战功。次年他护送周平王东迁雒邑（今河南省洛阳），又立新功。平王便封他为诸侯，将陕西岐山以西的土地赐予他。这样，秦国统管了陕西省的部分地区。秦穆公时。国力强盛，又打败了东方的晋国，占领了整个关中。由此可见，由于陕西其地春秋时为秦国，所以简称“秦”。前350年，秦孝公由栎阳迁都咸阳，在此营筑翼阙及宫殿。后秦始皇仿建六国宫殿，使咸阳成为规模恢宏的帝都。

### 秦汉时代
秦始皇统一中国，以咸阳（今西安、咸阳一带）为首都，并把全国划分为36郡，今陕西境内有郡：上郡、北地郡、汉中郡。陕西地首次成为统一王朝的京畿地。
西汉时，以长安（今西安）为都城，陕西南部仍然是京畿地区，由司隷校尉部管理，分为京兆尹（渭南郡），左馮翊（河上郡），右扶風（中地郡）和弘農郡。秦朝都城咸阳先后改名为新城和渭城。在今咸阳原上，因西汉五陵置有陵邑，故有“五陵原”之称。
东汉时，首都迁去雒阳，以长安（今西安）为西京。今陕西地属于涼州刺史部和并州刺史部。东汉中后期，匈奴内迁，在吕梁山上和汾河流域牧马。到三国曹魏时，匈奴人分为五部，人数多达数十万。此外，还有羯族，鲜卑族，氐、羌等族在自塞外入居陕、甘，历史上称为“五胡”。

### 两晋南北朝
西晋，长安为陪都，咸阳更名为灵武。313年，永嘉之亂后西晉在長安擁立晉愍帝。316年，前赵（汉国）劉聰派遣劉曜攻破長安，俘晉愍帝，西晉滅亡。隨著西晉的滅亡，中原廣大的地區，皆成為漢國政權的統治範圍。
前赵，汉王劉聰名義上是中原的共主，但隨著勢力的擴大，地方的割據勢力迅速形成，漢國統治的地區實際上只有一小部分。318年，劉聰病死，太子劉粲繼位。匈奴貴族靳準殺死劉粲奪權，在平陽的劉氏男女不分老少全部被殺，靳準自立為漢天王。鎮守長安的劉聰族弟劉曜得知平陽有變，自立為皇帝，派遣軍隊至平陽，族滅靳氏。與此同時，羯族首领石勒亦以討伐靳準為名，率軍至漢都平陽，于是，平陽、洛陽以東的地區，皆落入石勒勢力之中。前赵於是遷都到長安。后赵，长安为陪都，咸阳又改名为石安。
- 前秦，东晋时氐在北方崛起，在前秦天王苻堅的军事行动下，今陕西一带属于前秦的核心部分，且长安为前秦的首都。383年淝水之戰大敗後，前秦国力开始下降。苻坚在淝水之戰兵败后，关中空虚，原降于前秦的羌族贵族姚苌在渭北叛秦，晋太元九年（384年）自称万年秦王，次年（385年）擒杀苻坚。太元十一年（386年）姚苌称帝于长安（今陕西西安西北），国号大秦，史称后秦。
- 陕西地經歷羯族的後趙、漢族的冉魏、氐的前秦、鮮卑的西燕、羌的後秦，417年东晋北伐後秦破长安後也短暫的佔有今天的陕南地。在陕北也有赫连勃勃建立的夏国在同期存在，初期都城统万城（今称白城子）。夏凤翔六年（418年），赫连勃勃乘东晋灭后秦，乘虚轻取长安，在霸上（今陕西西安东）即帝位，国势更强。
- 北魏，386年，鲜卑族拓跋珪建立了北魏，在平城（今大同）建都，西安，咸阳一带为泾阳县。436年四月，北魏灭北燕，高句丽等边疆政权降服，统一除了今天辽东以北的北方。后来，北魏分裂为东魏和西魏，西魏的实权落在大将宇文家族的手中。556年，宇文泰取代西魏，建立北周。宇文泰定都于长安（今西安）。

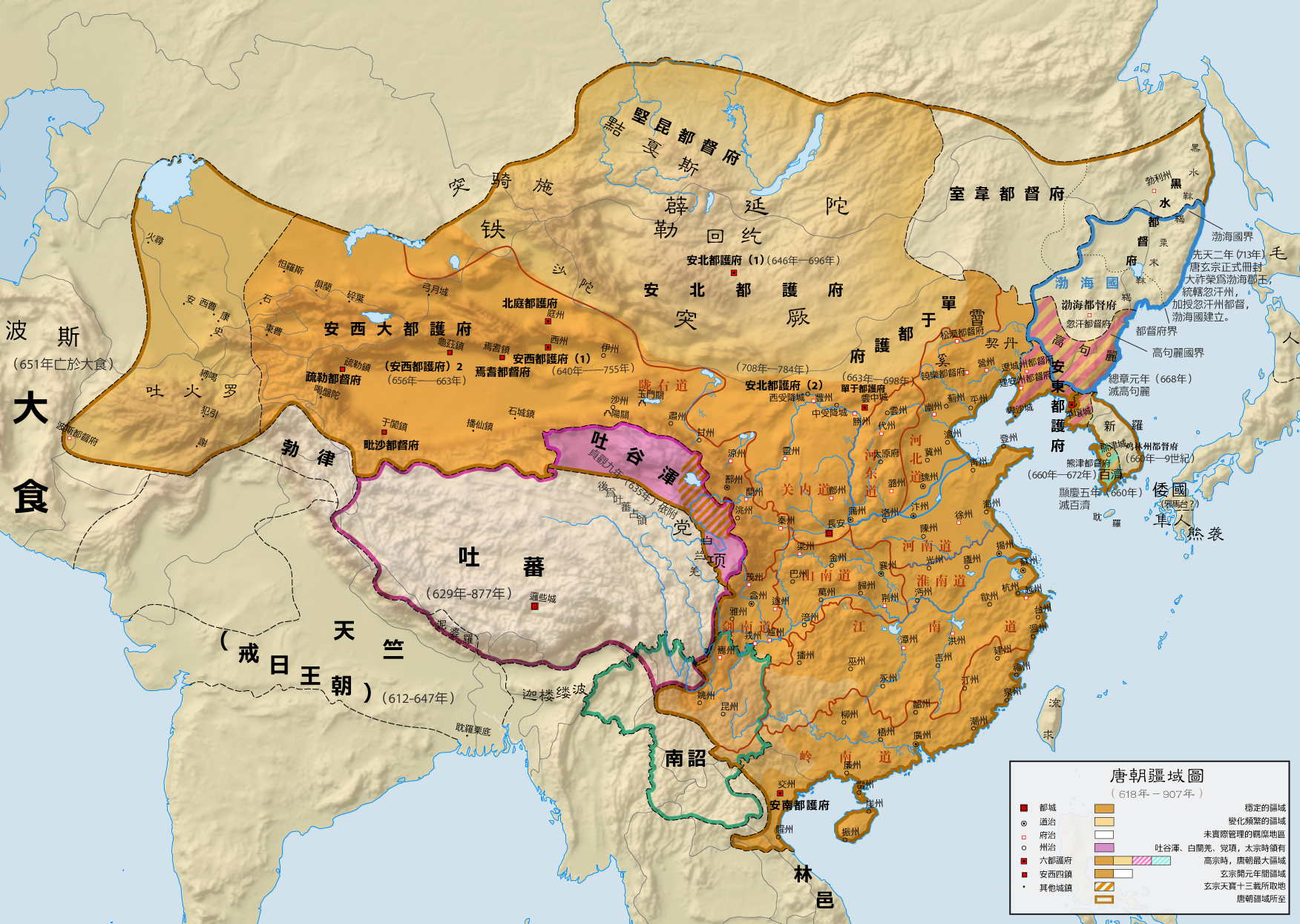
唐朝行政区划与疆域地图

### 隋唐五代
- 隋朝，北周大将杨坚灭鲜卑人的政权，恢复了汉族对漢地北部行使主权后，在灭亡南朝陈，以大興城（今西安）为首都，陕西地再次成为统一王朝的京畿地。
- 唐朝，隋末，太原留守李渊（唐高祖）和他的儿子李世民（唐太宗）率兵，从太原起兵反隋。在618年建立唐朝，重新统一中国。改大興城为长安城（今西安）为首都，陕西地再次成为统一王朝的京畿地，分属京畿道，山南东道和关内道。
- 武则天因其母母杨氏顺陵在咸阳北原，曾改咸阳为赤县。农民起义领袖黄巢也在这里建立过政权。
- 五代十国时期，后梁（907年-923年11月）篡夺唐地位后，李茂貞建立岐（901年-924年或946年）以鳳翔为中心于現在陝西、甘肃、四川地区的割据政权，表示对抗后梁，此时陕西分属不同的政权内，后梁改京兆府为雍州，设大安府。后唐（923年－936年）、后晋（936年－947年）、後漢（947年－950年）和后周（951年-960年），陕西地属于北方的中原王朝内，后唐改回大安府为京兆府，但五代都城大多在洛阳与太原，西安却再没有成为首都。

### 宋辽金元
- 北宋时，陕西地处于宋朝，辽国，西夏三国交汇处。宋初陝西路為至道十五路之一；熙宁五年（1072年）分陕西为永兴军路、秦凤路；元丰元年（1078年）又并为陕西路，八年（1085年）又分为永兴军、秦凤路二路。
- 南宋时，陕西地大部属于金朝，金政府改永兴军路为京兆府路並撤銷秦凤路，在此地设立京兆府，延安府，庆阳府与凤翔府。而陕西的西北部被西夏国控制。
- 元朝时，陕西属于陕西行中书省，西安地为为安西路、奉元路。

### 明清
參見：陝西巡撫、陝西提督、嘉靖大地震

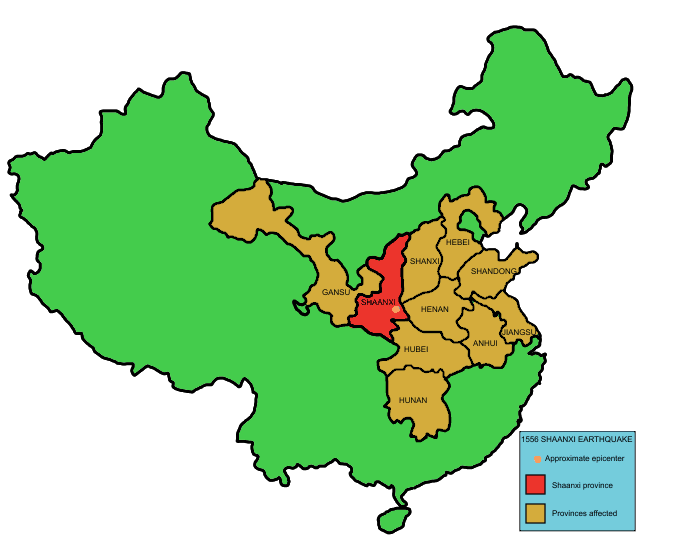
1556年嘉靖大地震，人类历史上死亡人数最多的一次地震

明朝設立陕西承宣布政使司，改元朝的奉元路为西安府，“西安”之名即由此而来。明嘉靖三十四年（1556年）陕西发生大地震，造成83万人死亡（不包括没有登记户口的居民），是历史上死亡人数最多的地震。崇祯十六年（1643年）李自成率民变军攻入西安后，曾改西安为长安，建立大顺政权。
清朝，分陕西承宣布政使司为陕西布政使司和甘肃布政使司，后发展为陕西省和甘肃省（含宁夏），属于内地十八行省。

### 近现代
- 清朝末年，陕西甘肃一带爆发了大规模的穆斯林叛亂，後演變為回民大規模屠杀非穆斯林的戰亂，史称同治回乱。1873年被以湘军为主的清军镇压，只有西安城内未参加作乱的3万回民得以幸存，其余陝甘回民一部分逃亡（詳見：东干族），一部分被遷移，一部分死於戰亂。

- 中华民国时期，为陕西省。1928年，第一次设置西安市。民國21年（1933年），西安市曾改名西京，被定為中華民國陪都。1948年，西安市脱离陕西省，成为直辖市。1949年，中共政权逐步攻占陕西全境。
- 1949年10月，中华人民共和国建国，当年，陕西省境分属陕南行政区、陕北行政区和西安市。次年1月，中国共产党陕西省委员会、陕西省人民政府在西安直辖市成立。以陕北、陕南行政区构建陕西省。
- 1954年，西安直辖市并入陕西省，后为副省级城市，陕西省会，于1990年代被列入西部大开发的重点地区，西安和重庆成为西部的两个龙头地区。
- 在1959年至1961年的三年大饥荒时期，陕西全省共18.7万人死亡。2013年，习近平的弟弟习远平在陕西省委党报《陕西日报》上发表文章，纪念父亲习仲勋诞辰100周年，其中提到陕西也发生了饥荒[14]。

## 行政区划
陕西省现辖1个副省级市，9个地级市，共包含31个市辖区（其中咸阳市杨陵区实际由杨凌农业高新技术产业示范区管辖）、7个县级市及69个县；1316个乡级行政区，包括973镇，17乡，326街道。
- 副省级市：西安市
- 地级市：铜川市、宝鸡市、咸阳市、渭南市、延安市、汉中市、榆林市、安康市、商洛市

| 陕西省行政区划图                                                      | 区划代码     | 区划名称 | 汉语拼音      | 面积 （平方公里） | 常住人口 （2020年普查） | 电话区号 | 政府驻地 | 县级行政区划 | 县级行政区划 | 县级行政区划 |
| 陕西省行政区划图                                                      | 区划代码     | 区划名称 | 汉语拼音      | 面积 （平方公里） | 常住人口 （2020年普查） | 电话区号 | 政府驻地 | 市辖区       | 县级市       | 县           |
| --------------------------------------------------------------------- | ------------ | -------- | ------------- | ----------------- | ----------------------- | -------- | -------- | ------------ | ------------ | ------------ |
| 西安市 铜川市 宝鸡市 咸阳市 渭南市 延安市 汉中市 榆林市 安康市 商洛市 | 610000       | 陕西省   | Shǎnxī Shěng  | 205,623.88        | 39,528,999              | /        | 西安市   | 31           | 7            | 69           |
| 西安市 铜川市 宝鸡市 咸阳市 渭南市 延安市 汉中市 榆林市 安康市 商洛市 | — 副省级市 — |          |               |                   |                         |          |          |              |              |              |
| 西安市 铜川市 宝鸡市 咸阳市 渭南市 延安市 汉中市 榆林市 安康市 商洛市 | 610100       | 西安市   | Xī'ān Shì     | 10,096.81         | 12,183,280              | 029      | 未央区   | 11           | /            | 2            |
| 西安市 铜川市 宝鸡市 咸阳市 渭南市 延安市 汉中市 榆林市 安康市 商洛市 | — 地级市 —   |          |               |                   |                         |          |          |              |              |              |
| 西安市 铜川市 宝鸡市 咸阳市 渭南市 延安市 汉中市 榆林市 安康市 商洛市 | 610200       | 铜川市   | Tóngchuān Shì | 3,884.81          | 698,322                 | 0919     | 耀州区   | 3            | /            | 1            |
| 西安市 铜川市 宝鸡市 咸阳市 渭南市 延安市 汉中市 榆林市 安康市 商洛市 | 610300       | 宝鸡市   | Bǎojī Shì     | 18,116.93         | 3,321,853               | 0917     | 金台区   | 4            | /            | 8            |
| 西安市 铜川市 宝鸡市 咸阳市 渭南市 延安市 汉中市 榆林市 安康市 商洛市 | 610400       | 咸阳市   | Xiányáng Shì  | 10,323.99         | 4,983,340               | 029      | 秦都区   | 3            | 2            | 9            |
| 西安市 铜川市 宝鸡市 咸阳市 渭南市 延安市 汉中市 榆林市 安康市 商洛市 | 610500       | 渭南市   | Wèinán Shì    | 13,030.56         | 4,688,744               | 0913     | 临渭区   | 2            | 2            | 7            |
| 西安市 铜川市 宝鸡市 咸阳市 渭南市 延安市 汉中市 榆林市 安康市 商洛市 | 610600       | 延安市   | Yán'ān Shì    | 37,030.54         | 2,282,581               | 0911     | 宝塔区   | 2            | 1            | 10           |
| 西安市 铜川市 宝鸡市 咸阳市 渭南市 延安市 汉中市 榆林市 安康市 商洛市 | 610700       | 汉中市   | Hànzhōng Shì  | 27,096.43         | 3,211,462               | 0916     | 汉台区   | 2            | /            | 9            |
| 西安市 铜川市 宝鸡市 咸阳市 渭南市 延安市 汉中市 榆林市 安康市 商洛市 | 610800       | 榆林市   | Yúlín Shì     | 42,920.18         | 3,624,750               | 0912     | 榆阳区   | 2            | 1            | 9            |
| 西安市 铜川市 宝鸡市 咸阳市 渭南市 延安市 汉中市 榆林市 安康市 商洛市 | 610900       | 安康市   | Ānkāng Shì    | 23,536.31         | 2,493,436               | 0915     | 汉滨区   | 1            | 1            | 8            |
| 西安市 铜川市 宝鸡市 咸阳市 渭南市 延安市 汉中市 榆林市 安康市 商洛市 | 611000       | 商洛市   | Shāngluò Shì  | 19,587.31         | 2,041,231               | 0914     | 商州区   | 1            | /            | 6            |

## 人口
2022年末，全省常住人口3956万人， 比上年增加2万人。其中，男性2018万人，占51.01%；女性1938万人，占48.99%，性别比为104.13。出生人口29.1万人，出生率7.36‰；死亡人口30.2万人，死亡率7.64‰；自然增长率-0.28‰。城镇人口2532万人，占64.02%；乡村人口1424万人，占35.98%。人口年龄构成为0—14岁人口占16.78%，15—64岁人口占68.53%，65岁及以上人口占14.69%。
根据第七次全国人口普查，2020年全省常住人口3952.9万人，与2010年第六次全国人口普查的3732.74万人相比，10年共增加220.16万人，增长5.9%，年平均增长率为0.57%。陝西省作為中華文明和漢族的主要發祥地，漢族人口占陝西省總人口的絕大多數。

### 宗教
陝西宗教
陝西的主要宗教是中國民間信仰，道教和佛教。根據2007年和2009年進行的調查，陝西有7.58％的人口有祖先崇拜，1.57％的人口是基督徒。報告沒有提供其他宗教的統計數字； 90.85％的人口無宗教或信奉中國民間宗教，佛教，儒教，道教和伊斯蘭教。
天主教于明末的1625年，由法国耶稣会会士金尼阁传入陕西三原和西安。到1664年，汉中府有教友4万人，西安府有教友2万人。1696年从北京教区分设陕西代牧区，主教为意大利方济各会士叶宗贤，主教座堂设于三原县鲁桥镇。1715年，山西和陕西合并成立代牧区，1845年又分开设立，陕西代牧区的主教座堂设在高陵县通远坊天主教堂。1887年，陕南成立独立的代牧区，主教座堂设于城固县古路坝天主教堂。1911年，陕北亦设立独立的代牧区，主教座堂设于延安桥儿沟天主堂。陕北三边地区（靖边、定边）当时属蒙古教区（后属天主教宁夏教区），最早的教堂为靖边县东坑镇著名的小桥畔天主堂，现在的延安主教座堂则设于靖边县东坑镇毛团天主堂。1932年，陕西中部代牧区一分为五，分别成立西安、三原、周至、凤翔、同州五个教区。1949年，全省8个教区共有518座教堂，其中周至教区119座、汉中教区94座、西安教区78座、三原教区68座、同州监牧区68座、凤翔教区58座、兴安监牧区19座、延安教区14座。1990年，陕西省有天主教徒20多万人，开放宗教活动场所254处。
基督新教传入陕西省，自1876年内地会传教士自汉口沿汉水进入本省。1879年，内地会在汉中建立第一个总堂。1888年，瑞华会从山西运城传入毗邻的同州府大荔县，以及关中东部。该会在1940年代改称信义会，包括14个支会，62个教堂（其中大荔20个，蒲城18个，西安教堂设于大差市西三道巷）。1891年，由于三原东乡的福音村一带有大批来自山东的英国浸礼会信徒，该会从山西太原派遣宣教士进入三原，建立英国浸礼会总堂福音村基督教堂，次年又进驻西安。英国浸礼会在陕西建立渭北、西京、陕北3个区会，分别以三原东关救世堂、西安东关东新巷礼拜堂和延安为中心，分别有教堂89处、13处和8处，其中三原县最为集中，西安市内设有东关东新巷礼拜堂和南新街礼拜堂。1893年，协同会进入西安，在关中西部及邻近甘肃一带工作，设14个总堂（分会），105处支堂（其中兴平28处），在西安市内设5处教堂（西关介家巷、西关正街、糖坊街、柴家十字、南关围墙巷），西安西关正街礼拜堂为陕西协同会总堂。陕北的基督教大规模发展始于1917年华北公理会从山西汾阳传入绥德等地。至1949年底，陕西全省共有基督教堂点182处，信徒17000多人。其中三原县有教堂40余处，西安市有20多个教派，教堂24座。
| - 渭南城隍廟 - 西安廣仁寺 - 法門寺窣堵坡前的路 - 延安軒轅廟 |

## 经济
根据初步核算的结果，2008年，陕西GDP总量首次过6千亿元，达到6,851.32亿元，GDP总量居全国第十九位，比上年增长15.6%。其中，第一产业增加值753.72亿元，增长7.6％，占生产总值的比重为11％；第二产业增加值3842.08亿元，增长18.8％，占56.1％；第三产业增加值2255.52亿元，增长13％，占32.9％。人均生产总值18,246元，比上年增长15.2％。2014年经过核算,人均gdp为7760美金。超过全国水平。
与其他省份的经济发展速度相比，陕西属于中等发展省份，经济总量居全国中等水平。按绝对数比较，2007年GDP总量为1978年的66.24倍；按可比价格比较（以全国平均物价水平推算），GDP年平均增长率9.6％，低于同期全国9.8％的平均水平，年均增长率次于河北、云南等12个省市区居全国第十三位。1978年-2008年，陕西GDP总量在全国的位次一直在第19位至第21位间轮替，1978年位居全国第19位，2007年居第20位，2008年居第19位。1978-2008年陕西经济的年增长率，有14年低于同期全国平均水平，16年高于同期全国平均水平，1年持平；31年间有13年年增长率低于10％，18年高于10％。GDP总量的发展，1992年突破500亿元，1995年突破1千亿元，2007年突破5000亿元。人均GDP的发展，1988年首次突破1千元（全国1987年突破1千元），2001年突破5千元（全国1995年突破5千元），2007年突破1万元（全国2003年突破1万元）。

## 交通

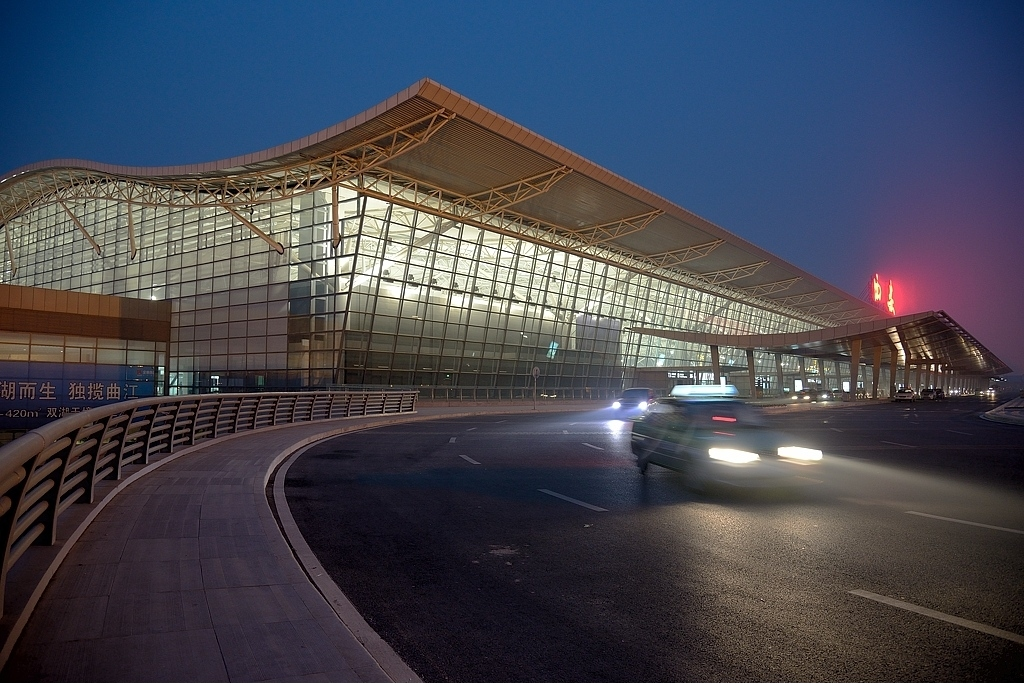
西安咸阳国际机场

### 航空
目前，陕西省主要以西安咸阳国际机场为主，延安、榆林、汉中、安康为支线，国内航线基本覆盖全国，国际及港澳台航线包括飞往日本、韩国、泰国、芬兰、香港、台湾、英国、美国、法国、意大利、俄罗斯、澳大利亚、新加坡、哈萨克斯坦、马尔代夫、文莱。其它个别城市为支线机场以及军民合用机场。
截止2015年，陕西省民用航空航线里程达到9337.54万公里，全省航空航线达到869条，比2010年增加511条。全省民航机场货邮吞吐量21.53万吨，比2010年增加5.63万吨，年均增长6.3%；西北地区支线机场货邮吞吐量8055吨。
2019年，西安咸阳国际机场年客流吞吐量4739.3万人次，位居全国第七，货邮吞吐量增速全国第一。
- 国际机场：西安咸阳国际机场
- 国内机场：榆林榆阳机场、延安二十里堡机场
- 军民合用机场：汉中城固机场、宝鸡机场

### 铁路
截止2021年，陕西建成26条普速线路和4条高铁线路，铁路正线延展里程11359公里，营业里程6424公里，其中复线里程4991公里，高速铁路营业里程为1054.5公里。
- 西安铁路枢纽
- 西延铁路、西余铁路
- 陇海铁路
- 西平铁路、西康铁路
- 咸铜铁路
- 宝中铁路、宝成铁路
- 包西铁路
- 宁西铁路
- 太中银铁路

#### 高速铁路
- 徐兰客运专线
- 西成客运专线

### 公路
截至2018年，陕西公路线路里程17.7万公里，等级公路16.1万公里，占全省公路总里程的90%以上。公路总里程居全国第16位，西部第4位。
- 309国道
- 316国道
- 307国道
- 211国道
- 108国道
- 陕西省高速公路

### 城市轨道交通
截至2020年12月，西安地铁是陕西省内唯一的城市轨道交通系统，其运营网延伸至相邻的咸阳市。现有运营线路8条，总运营长度为252.26公里。
预计2025年，西安的地铁通车里程将会超过400公里，达到421.6公里。

## 文化
历史文化名城
- 第一批：西安、延安
- 第二批：韩城、榆林
- 第三批：咸阳、汉中[30]
- 统万城

地方戏剧与民歌
- 秦腔（主要流传于关中）
- 汉剧（主要流传于陕南）
- 信天游（主要流传于陕北）

代表方言

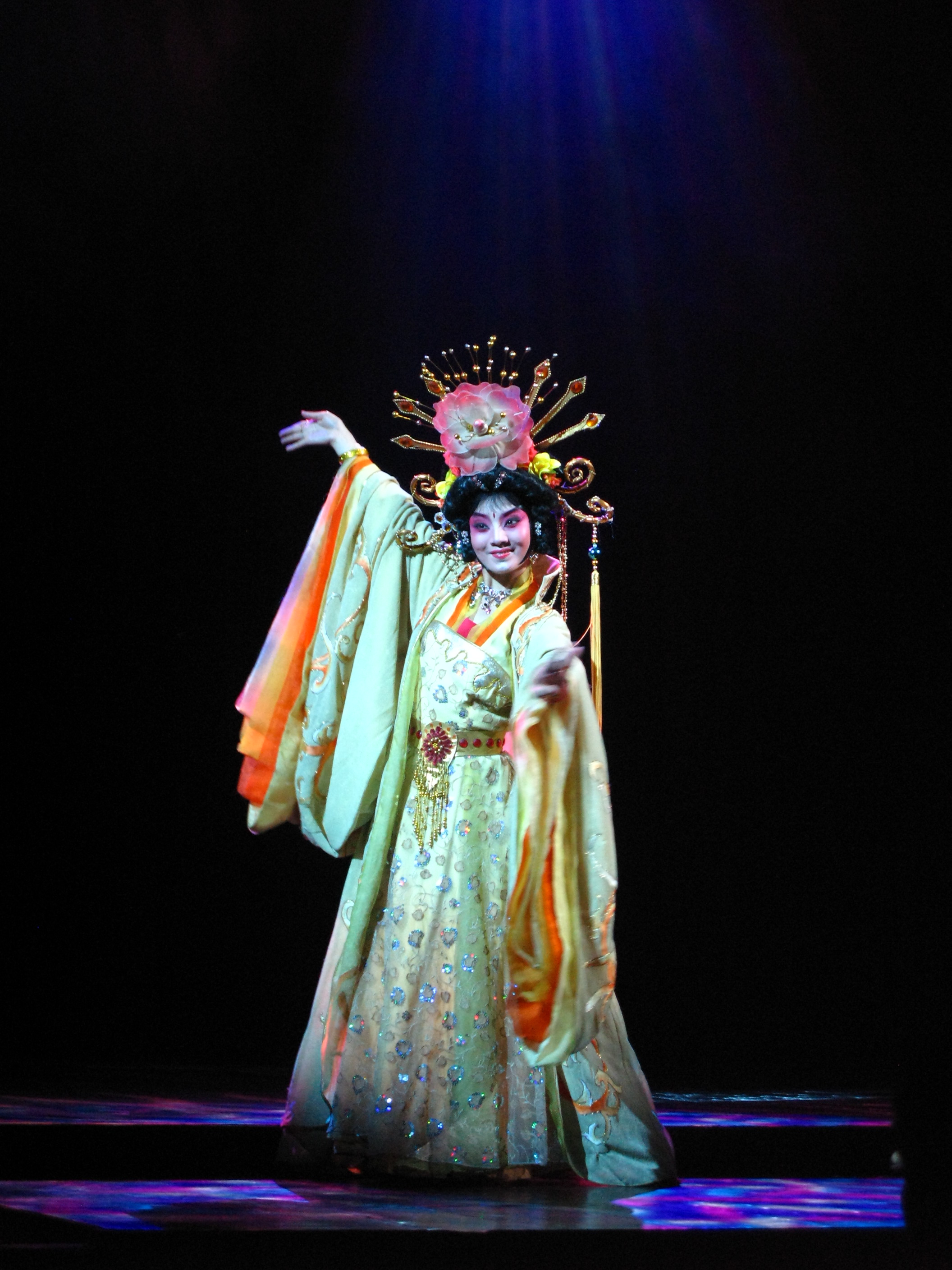
陕西秦腔

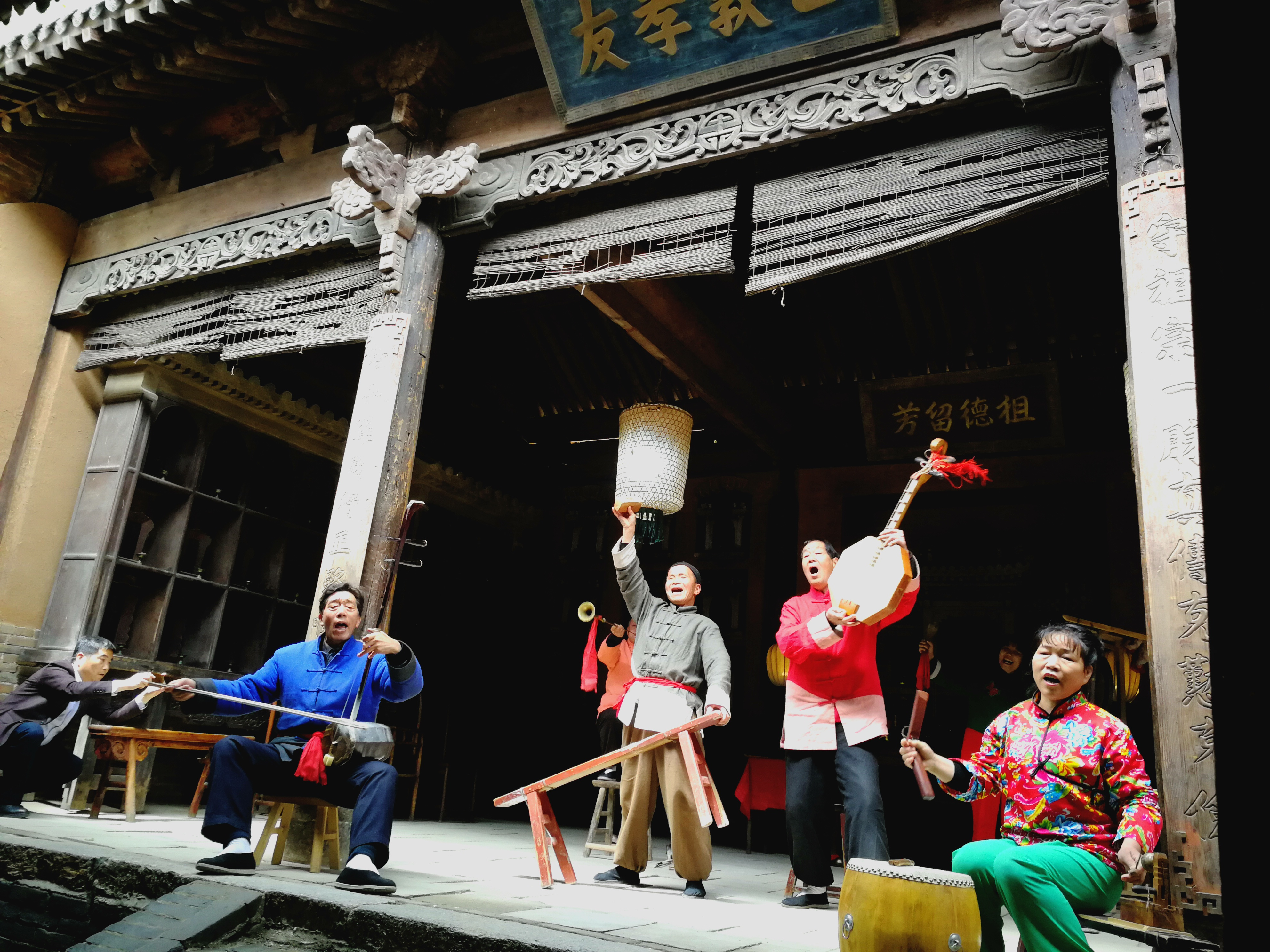
华阴老腔

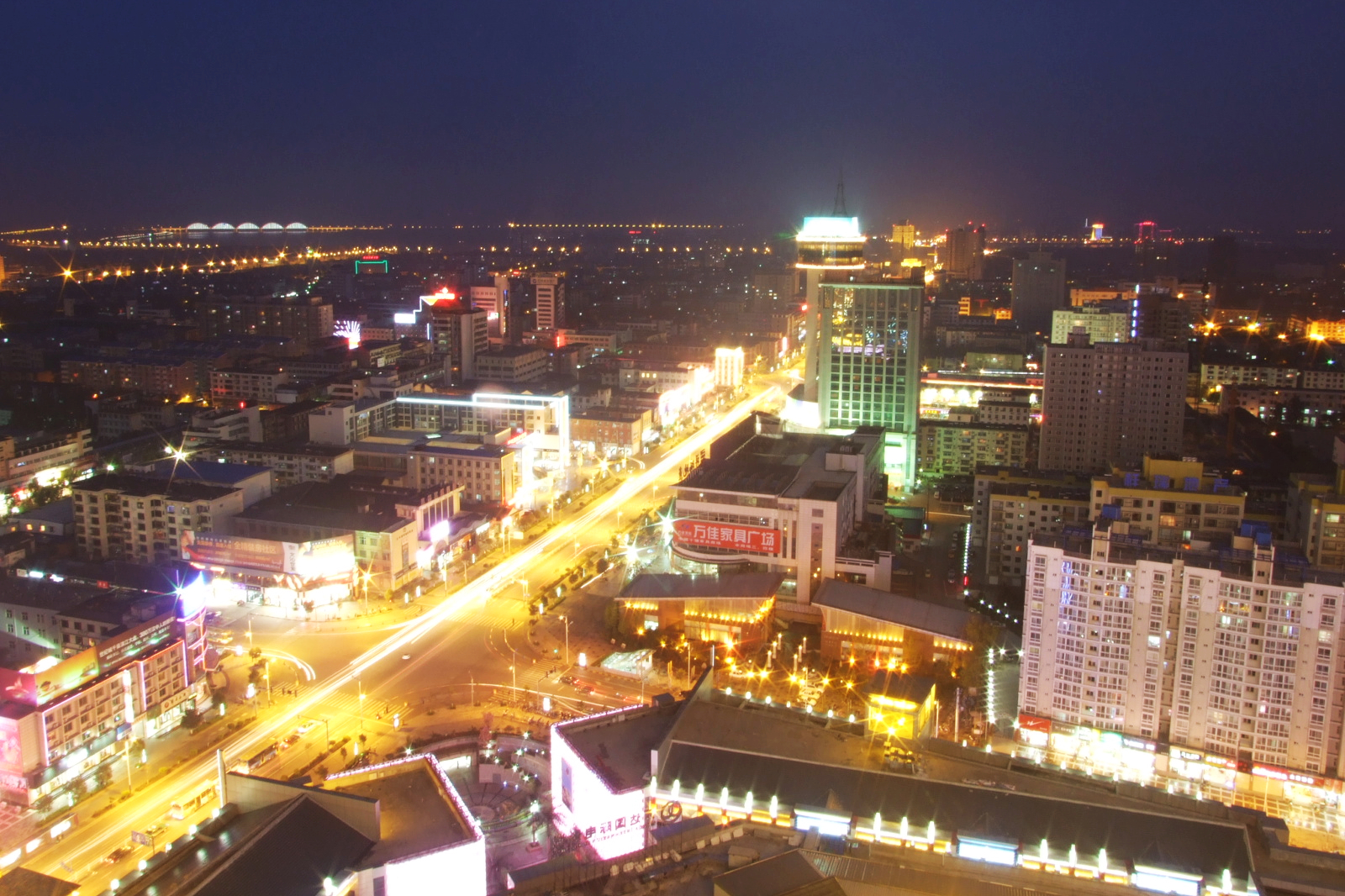
漢中市

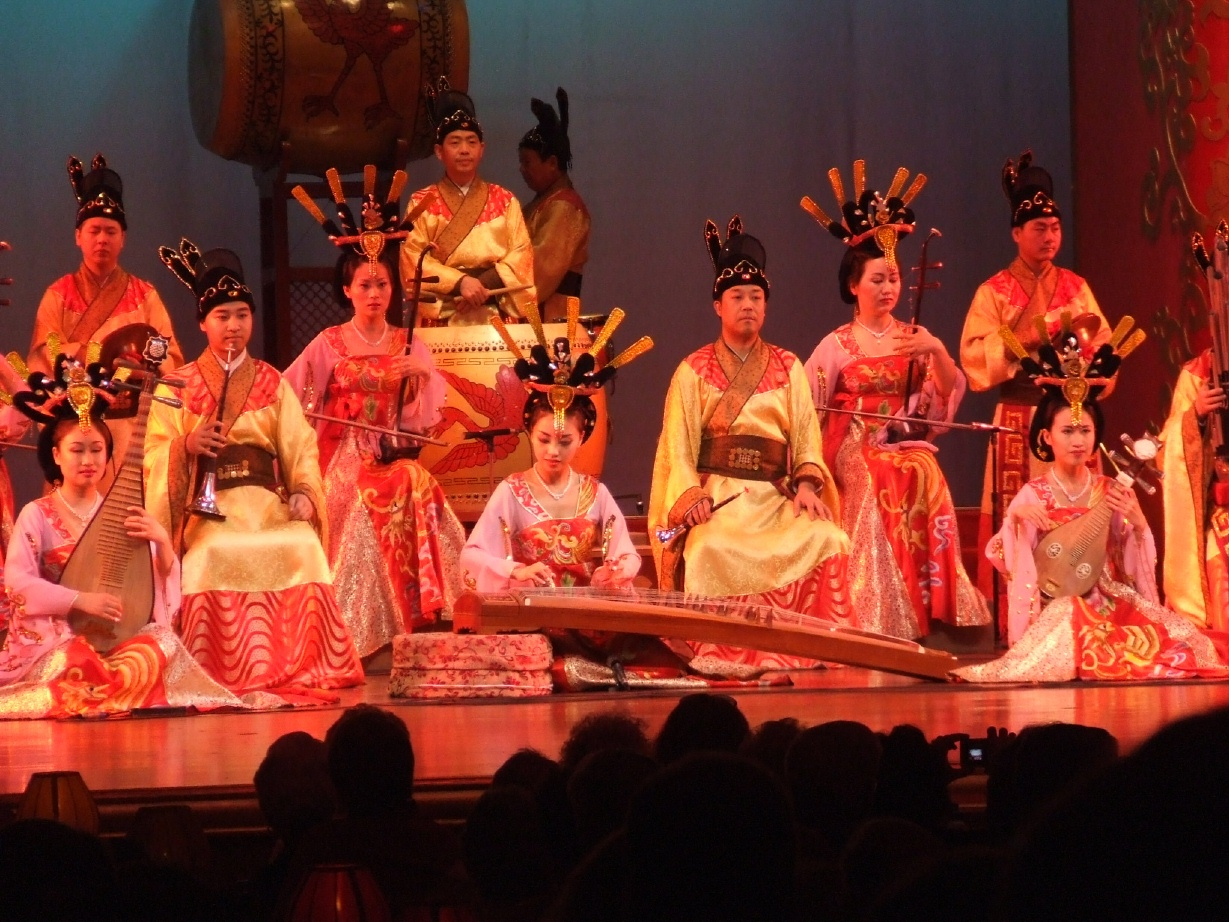
長安古樂班

- 陕西话（广义上包括代表整个陕西，但是由于地域影响，陕南，陕北并不讲官方所谓的陕西话，所以狭义上亦可单指关中话）
- 陕北话
- 陕南话

陕西菜
- 油泼面
- 炒面（炒拉条子）
- 漿水面
- 臊子面
- 户县软面
- 烙面（礼泉县）
- 劙面、御面
- 旗花面
- 菠菜面、蘸水面
- 凉面
- 凉皮、擀面皮、汉中热米皮、麻酱凉皮
- 肉夹馍
- 荞面饸饹
- 醋粉
- 滋卷（菜卷）
- 葫芦头泡馍
- 羊肉泡馍
- 水盆羊肉
- 月牙饼
- 锅盔
- 枣馍、花馍、石头馍（石子馍）
- 麻叶（馓子）
- 炒凉粉、凉拌凉粉
- 鱼鱼儿
- 搅团
- 油茶
- 胡辣汤
- 辣子蒜羊血
- 孜然牛肉
- 小酥肉
- 酸汤水饺
- 饺子宴
- 柿子饼
- 甑糕

## 旅游

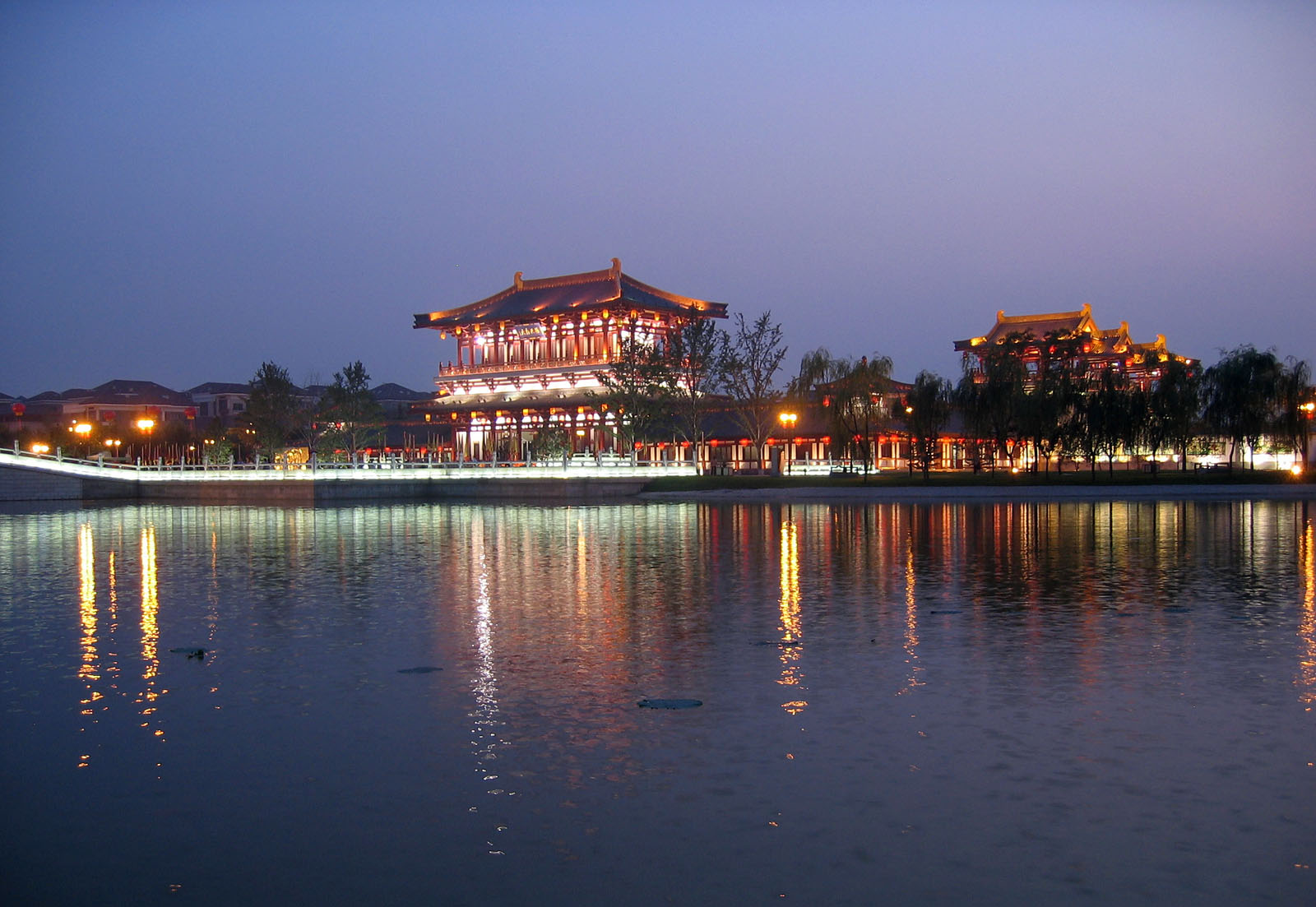
大唐芙蓉园現在開闢為觀光主題樂園，为新唐风建筑

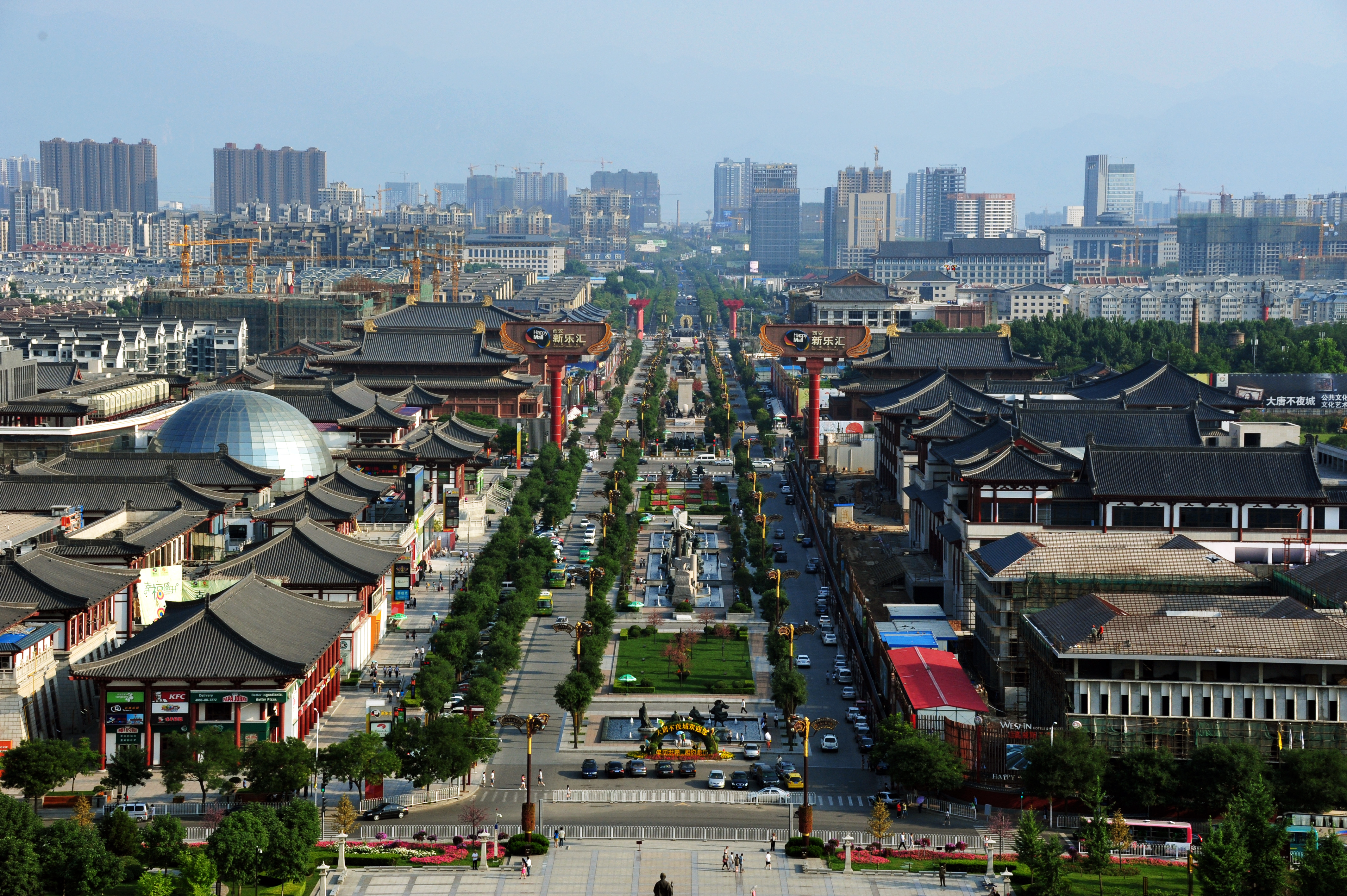
大雁塔南广场众多新唐风建筑

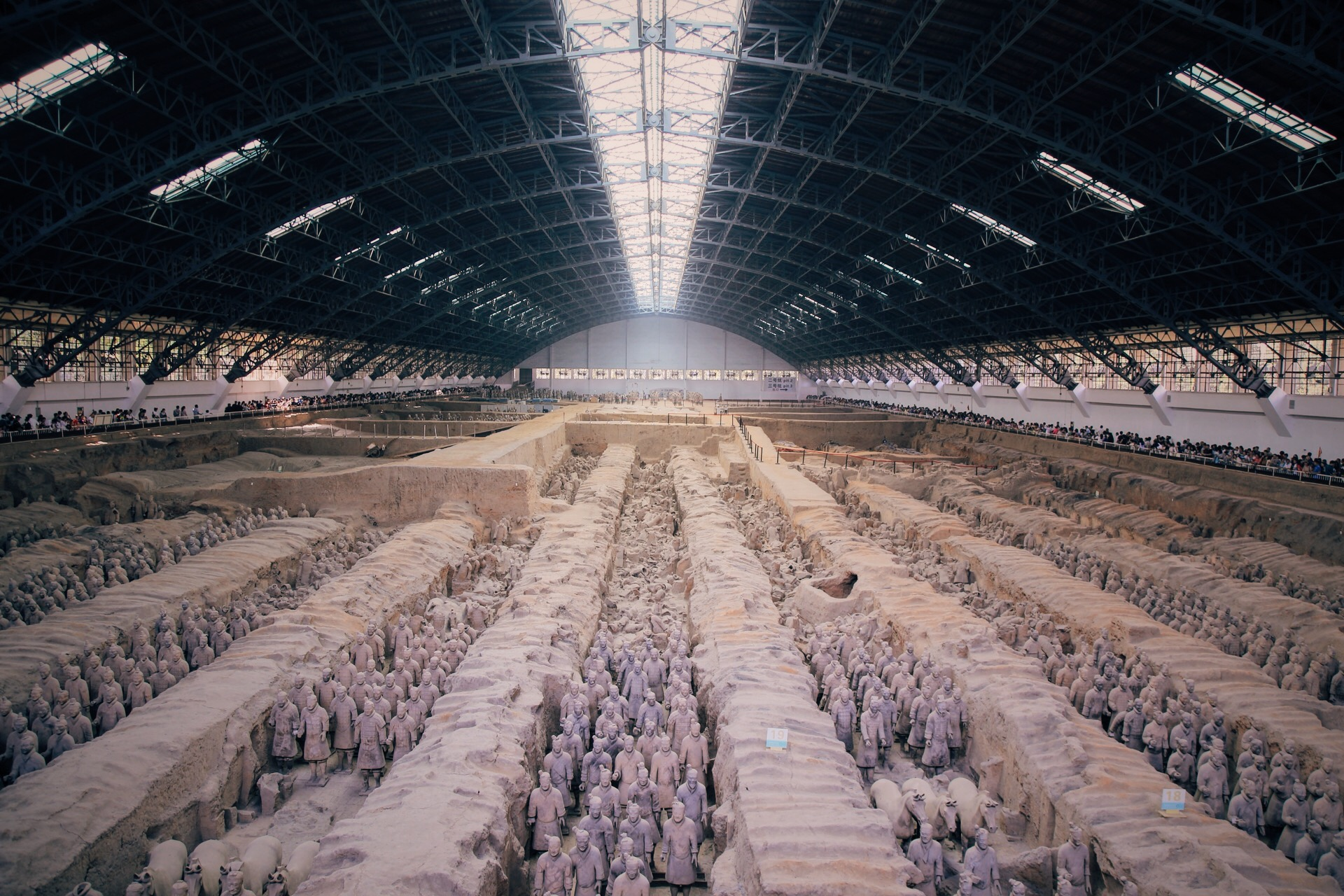
兵马俑

- 黄帝陵（华夏文明始祖黄帝轩辕氏的陵墓。黄帝陵祭典活动国家级非物质文化遗产名录，2006年）
- 秦始皇陵及兵马俑（联合国教科文组织世界文化遗产，1987年）
- 乾陵
- 万里长城（世界文化遗产，1987年）
- 华山
- 太白山
- 陕西历史博物馆
- 西安城墙
- 壶口瀑布
- 半坡遗址
- 汉朝陵墓群
- 骊山
- 法门寺（安放真身佛骨舍利）
- 武侯祠武侯墓（天下第一流）
- 佛坪大熊猫保护区
- 华清池
- 西安钟楼鼓楼
- 大唐芙蓉园
- 石门栈道
- 秦朝阿房宫遗址
- 大明宫遗址（世界文化遗产）
- 未央宫遗址（世界文化遗产）
- 大雁塔、小雁塔
- 秦岭
- 胡亥墓
- 董仲舒墓
- 香积寺

## 科教

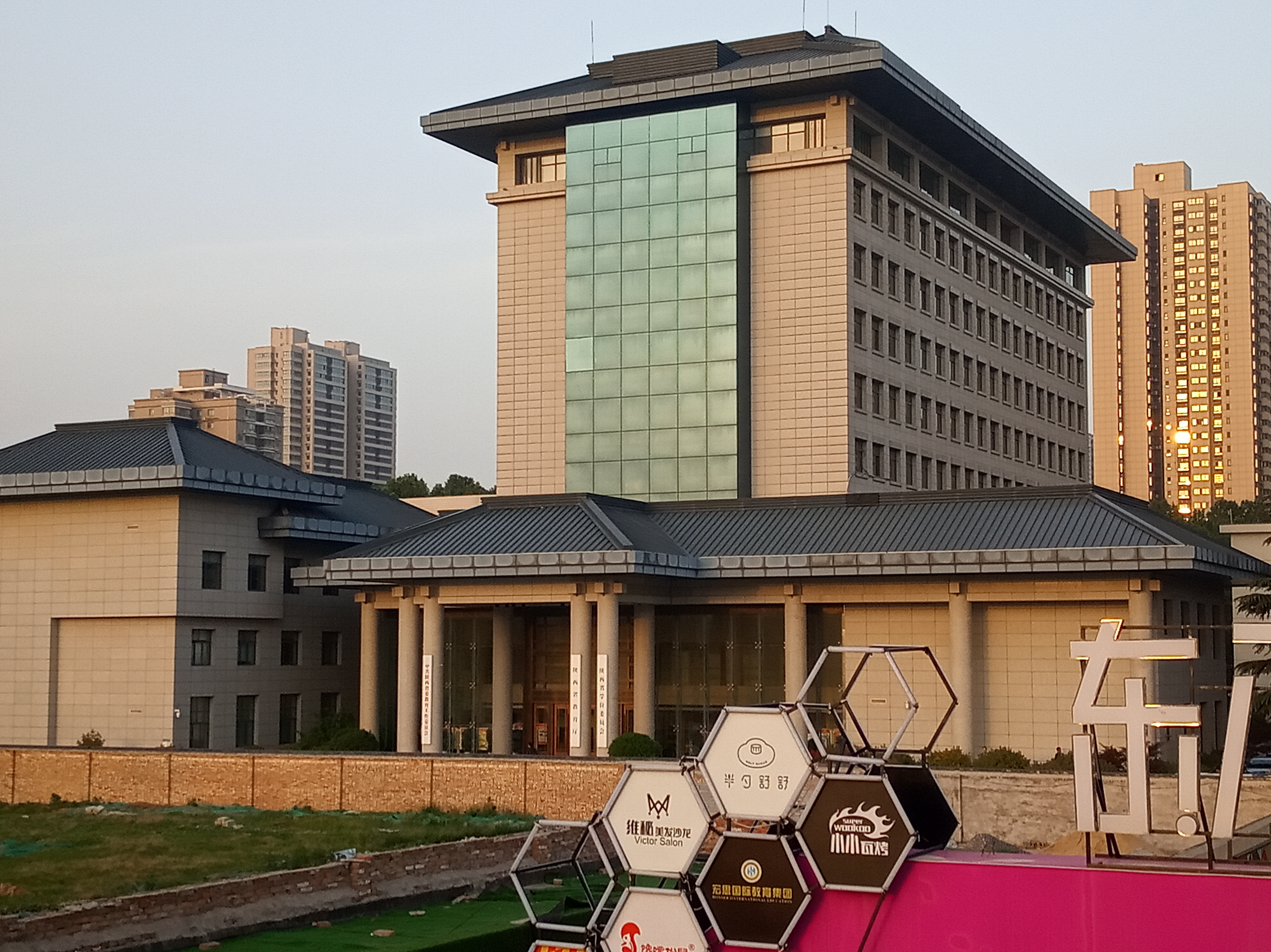
陕西省教育厅

陕西省教育资源较丰富，高等教育较发达，列中国西北地区之首，全省共有普通高等学校78所，其中部委院校6所；省会西安的高校密度居全国前列。西安交通大学、西北大学、西北工业大学、西安电子科技大学、长安大学、西北农林科技大学、陕西师范大学、第四军医大学已进入国家“211工程”。
陕西全省现有科研院所1076个，其中，县以上独立科研机构297个，高校属326个，大中型企业属417个。有国家级重点实验室11个，国家部门专业、专项重点实验室50个，国家级工程中心11个，国家级企业技术中心6个。政府部门所属社会和人文科学领域研究与开发机构4个，全部都集中在西安。

## 政治机构

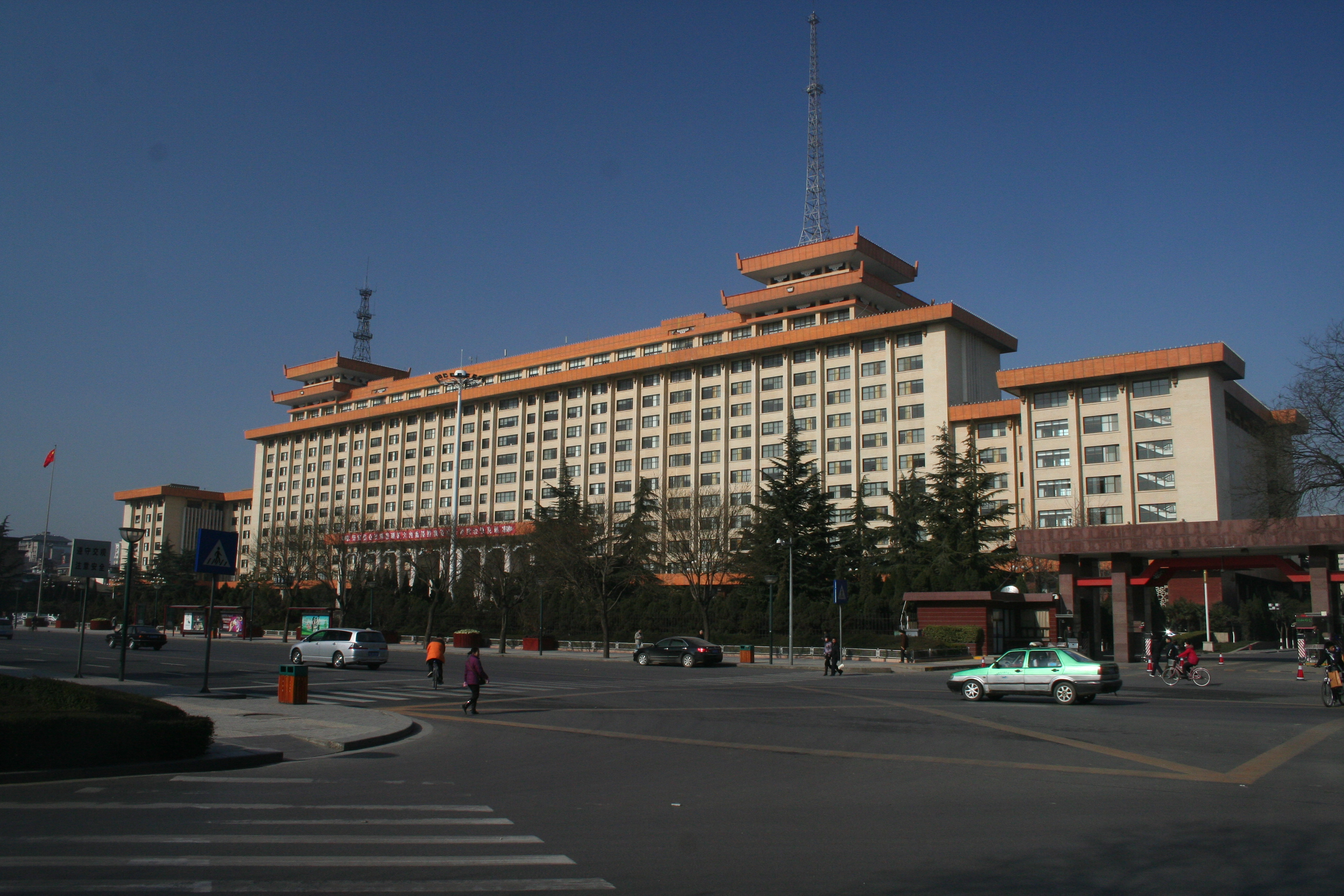
位于西安市新城区的陕西省人民政府办公大楼

| 机构     | · 中国共产党 · 陕西省委员会 | 陕西省人民代表大会 常务委员会 | 陕西省 人民政府   | · 中国人民政治协商会议 · 陕西省委员会 |
| 职务     | 书记                        | 主任                          | 省长              | 主席                                  |
| -------- | --------------------------- | ----------------------------- | ----------------- | ------------------------------------- |
| 姓名     | 赵一德                      | 赵一德                        | 赵刚              | 徐新荣                                |
| 民族     | 汉族                        | 汉族                          | 汉族              | 汉族                                  |
| 籍贯     | 浙江省温岭市                | 浙江省温岭市                  | 辽宁省新民市      | 陕西省乾县                            |
| 出生日期 | 1965年2月（60歲）           | 1965年2月（60歲）             | 1968年6月（56歲） | 1962年4月（62—63歲）                  |
| 就任日期 | 2022年11月                  | 2023年1月                     | 2022年12月        | 2022年1月                             |

## 友好省州
截至2011年底，陕西省已同13国家的17个省、州、府、县，建立了友好关系。
- 美国明尼苏达州（1982年10月19日缔结）
- 日本京都府（1983年7月16日缔结）
- 比利时安特衛普省（1985年5月7日缔结）
- 義大利特雷維索省（1988年7月21日缔结）
- 日本香川县（1994年4月22日缔结）
- 匈牙利琼格拉德-乔纳德州（1995年11月21日缔结）
- 義大利翁布里亚大区（1995年11月29日缔结）
- 巴西马托格罗索州（1996年12月14日缔结）
- 德国图林根州（1997年11月19日缔结）
- 俄羅斯卡卢加州（2000年8月8日缔结）
- 荷蘭格罗宁根省（2003年10月3日缔结）
- 泰國素可泰府（2005年5月21日缔结）
- 江布爾州（2008年4月7日缔结）
- 羅馬尼亞布泽乌县（2008年4月11日缔结）
- 埃及开罗省（2008年4月17日缔结）
- 荷蘭德伦特省（2010年4月8日缔结）
- 日本奈良县（2011年9月2日缔结）

## 延伸阅读
[在维基数据编辑]
 《欽定古今圖書集成·方輿彙編·職方典·陝西總部》，出自陈梦雷《古今圖書集成》